# Calle Baños
La calle Baños es una vía pública de la ciudad española de Sevilla.

## Descripción
La vía discurre desde la plaza de la Gavidia hasta la calle Torneo. Aparece descrita en la Noticia histórica del origen de los nombres de las calles de esta ciudad de Sevilla (1839) de Félix González de León con las siguientes palabras:

Calle de los Baños. Se halla en el cuartel C. y parroquia de san Vicente. Llámase de los Baños de la Reina mora, porque en ella estaba una de las casas palacio que en efecto eran baños de los reyes moros y que despues de la conquista cuando se hizo el repartimiento que comenzó san Fernando y concluyó su hijo D. Alonso; se le dieron entre otras casas principales á la Reina D.ª Juana viuda del santo rey; la casa fué despues del Cabildo esclesiástico y éste la vendió el año de 1542, y despues de varios dueños la poseyeron D. Pedro de Córdova, pro. y Antonio Gerónimo de Montalvan y Ana Enriquez su muger; los cuales la donaron por escritura pública, al recogimiento de mugeres del Nombre de Jesus, en 3 de Enero de 1551. Este recogimiento tuvo principio el año de 1540 en la collacion de san Vicente; si bien se ignora su primitivo sitio, por unas mugeres devotas, para remedio de otras perdidas. Así continuó hasta el citado año de 1551, en que con la propiedad de la casa palacio, ó baño que adquirió se erigió en convento bajo el mismo nombre del Dulce Nombre de Jesus: separando sitio para el recogimiento que continuó algunos años despues, hasta que solo quedó el convento de religiosas bajo la regla de san Agustin; quedándole el nombre de Recogidas del Nombre de Jesus. Permaneció este convento hasta el dia 12 de mayo de 1837, que por virtud de órden del Gobierno, se reunió al de san Leandro. Despues la iglesia ha quedado usándose para el culto, y el convento se ha arrendado á vecinos. La calle es larga y regular de ancho, y pasa desde la plaza de la Gavidia á la Ancha de S. Vicente.
(González de León, 1839, pp. 198-199)